# Claas Senator
Le Claas Senator est un modèle de moissonneuse-batteuse produit par l'entreprise Claas.
Cette moissonneuse-batteuse, outre des améliorations techniques, inaugure une nouvelle ligne esthétique qui perdure jusqu'à la production des premières Dominator de la marque dans les années 1970.

## Historique
Au milieu des années 1960, Claas revoie sa gamme de moissonneuses-batteuses dont les modèles Matador et Matador Gigant sont alors les plus gros représentants. Pour concevoir sa nouvelle machine, le constructeur améliore l'esthétique et l'ergonomie de sa machine, tout en conservant, pour des raisons de standardisation au moment de la fabrication, les organes de battage de la Matador.
La Claas Senator est produite de 1966 à 1972.

## Caractéristiques

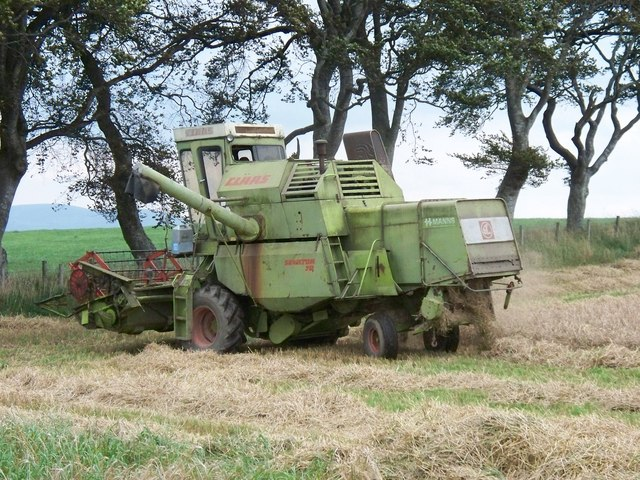
Claas Senator, vue arrière.

La Claas Senator est équipée d'un moteur Diesel fabriqué par Ford ou Perkins selon les millésimes ; il développe 105  à   116 ch.
Elle possède une boîte de vitesses à trois rapports avant et un rapport arrière. Dans chacune de ces plages, la vitesse peut varier de manière continue grâce à un variateur à commande hydraulique.
Le batteur, large de 1,25 m pour un diamètre de 0,45 m, est celui qui équipait déjà les Matador. Les secoueurs, au nombre de quatre, offrent une surface de séparation de 4,75 m2. Grâce à plusieurs types de grilles de nettoyage, la récolte d'autres graines que les céréales (colza, légumineuses, maïs) est possible.
La moissonneuse-batteuse peut être équipée d'une barre de coupe à céréales d'une largeur variant de 3,60  à   6,00 m. Cette barre de coupe est démontable et transportable sur un chariot fourni en option. Un cueilleur à maïs de quatre rangs est également proposé.
La Senator se différencie de ses devancières par une silhouette moderne, anguleuse, où tous les organes en mouvement sont carénés ou pourvus de capots de protection. Le poste de conduite est très ergonomique et la plupart des commandes sont hydrauliques. Une cabine, sans chauffage ni climatisation, est proposée en option.
Sur la plupart des séries, la voie arrière est beaucoup plus étroite que le voie avant, ce qui rend la machine peu maniable en terrain humide.